# قائمة آثار محافظة الأفلاج
قائمة آثار محافظة الأفلاج مجموعة من المدن والحصون والقصب الأثرية الواقعة في الأفلاج وقراها بالمملكة العربية السعودية.

## المدن الأثرية
| الاسم       | الموقع | مُلاحظات |
| ----------- | ------ | --- |
| الهيصمية    |        | يقول أبو محمد الهمداني: «والهيصمية لبني صهيب من بني قشير، وهي مدينة حصينة يركض على جدرها أربع من الخيل، وجهد الغالي بالسهم أن ينال رأسها» |
| سوق الفلج   |        | يقول أبو محمد الهمداني: «وأما الحاصل من دار جعدة فسوق الفلج الذي تسوقه نزار واليمن وهو لبني أبي سمرة من جعدة... وسوق الفلج عليها أبواب الحديد، وسمك سورها ثلاثون ذراعًا، ومحيط به الخندق، وهو منطق بالقضاض والحجارة والصاروق قامة وبسطه فرقًا أن يحصر أو يرسل للعدو السيوح عليه، وفي جوف السوق مائتان وستون بئرًا ماؤها عذب فرات يشاكل ماء السماء ولا يغيض، وأربعمائة حانوت» |
| الزرنوق     |        | يقول الحسن بن عبد الله الأصفهاني: «ومنازل بني قشير في ناحية السوق على شط الوادي نخيل ودور وحيطان. ويسمى منزلهم الزرنوق.» |
| الجدول      |        | |
| المَحطيُّ      |        | يقول الحسن بن عبد الله الأصفهاني: «ومنازل جعدة فيما بين الزهدمي وسوق الفلج. بمكان يقال له المحطي، وهو محطيُّ الفلجِ، به نخيل ودور وحيطان.» |
| سيح الرُّقَادي |        | يقول أبو محمد الهمداني: «ولبني جعدة سيحان، يقال لأحدهما الرقادي... فأما الرقادي فإن مخرجه من عين يقال لها عين ابن أصمع، ومن عين يقال لها الزَّبَّاء مختلطتين.» |
| سيح أطلس    |        | يقول أبو محمد الهمداني: «ولبني جعدة سيحان، يقال لأحدهما الرقادي والآخر الأطلس... وأما الأطلس فإن مخرجه من عين يقال لها عين الناقة» |
| سيح الزَّهْدَمِيّ |        | يقول الحسن بن عبد الله الأصفهاني: «فأسفل الفلج لجعدة. ولهم فيه سيح يقال له الدهدمي، وقد بنوا فيه حِصنًا هو في أسفل الفلج، وهم مفض إلى البياض.» |
| سيح إسحاق   |        | |
| قرن         |        | |
| القاع       |        | |
| المذارع     |        | |
| صداء        |        | |
| أكمة        |        | |
| الروقية     |        | |
| الباحة      |        | |
| صعنبى       |        | |
| اللعباء     |        | |
| النقية      |        | |
| الشطبة      |        | |

## الحصون والقصب الأثرية
الحصون التاريخية التي ذكرها المؤرخ أبو محمد الهمداني في القرن الرابع الهجري، وتقع في الأفلاج وقراها. هذه الحصون كلها موجودة الآن حسب ما ذكر عبد الله بن محمد بن خميس في سنة 1398هـ/1978م إلا أنها أصبحت أطلال متداعية وآثار مشوشة لا تكاد تبين معالمها ولا تميز تحطيطها لعدم الاهتمام بها.
| الهدار                       |                 |                          |
| حصن موسى بن نمير الحرشي      |                 |                          |
| حصن أبي سمرة                 |                 |                          |
| المذارع                      |                 |                          |
| حصن العقيدة                  | المذراع         | لبني فراش من قشير.       |
| حصن السمريين                 |                 | لبني أبي سمرة من جعدة.   |
| حصن الفراشيين                |                 |                          |
| حصن بني عياض                 | صداء في المذارع | بني عياض من الحريش.      |
| حصن بني نبيت                 | صداء في المذارع |                          |
| حصن العادية                  | الصافية         | لبني سوادة من قشير.      |
| حصن آل شبل                   | الصافية         | آل شبل من بني هريم.      |
| حصن بني النجوى               |                 | بني النجوى من بني هريم.  |
| حصن أم الحجاف الهريمي        |                 |                          |
| حصن الحجاف بن العنبر الهريمي |                 |                          |
| حصن آل ضرار                  |                 | آل ضرار من بني هريم.     |
| حصون بني ثور                 |                 |                          |
| حصون بني صهيب                | الأكمة.         |                          |
| حصن بني قرط                  |                 | بني قرط من قشير.         |
| قصبة الشآمي                  |                 |                          |
| قصبة آل ركيز                 |                 |                          |
| حصن بني عبد الله             |                 | بني عبد الله من آل حيان. |
| قصبة عُميثل                   |                 |                          |
| بلد جعدة بن كعب              |                 |                          |
| حصن الأحابشة                 | بلد جعدة بن كعب | الأحابشة من قشير.        |
| سيحي جعدة                    |                 |                          |
| حصن مُرغِم                     |                 | لبني أبي سمرة.           |
| القصر العادي                 |                 |                          |